# Bramber Castle
Bramber Castle ist eine vermutlich aus dem Jahr 1070 stammende Erdhügelburg nahe dem Ort Bramber in West Sussex, England.

## Geschichte

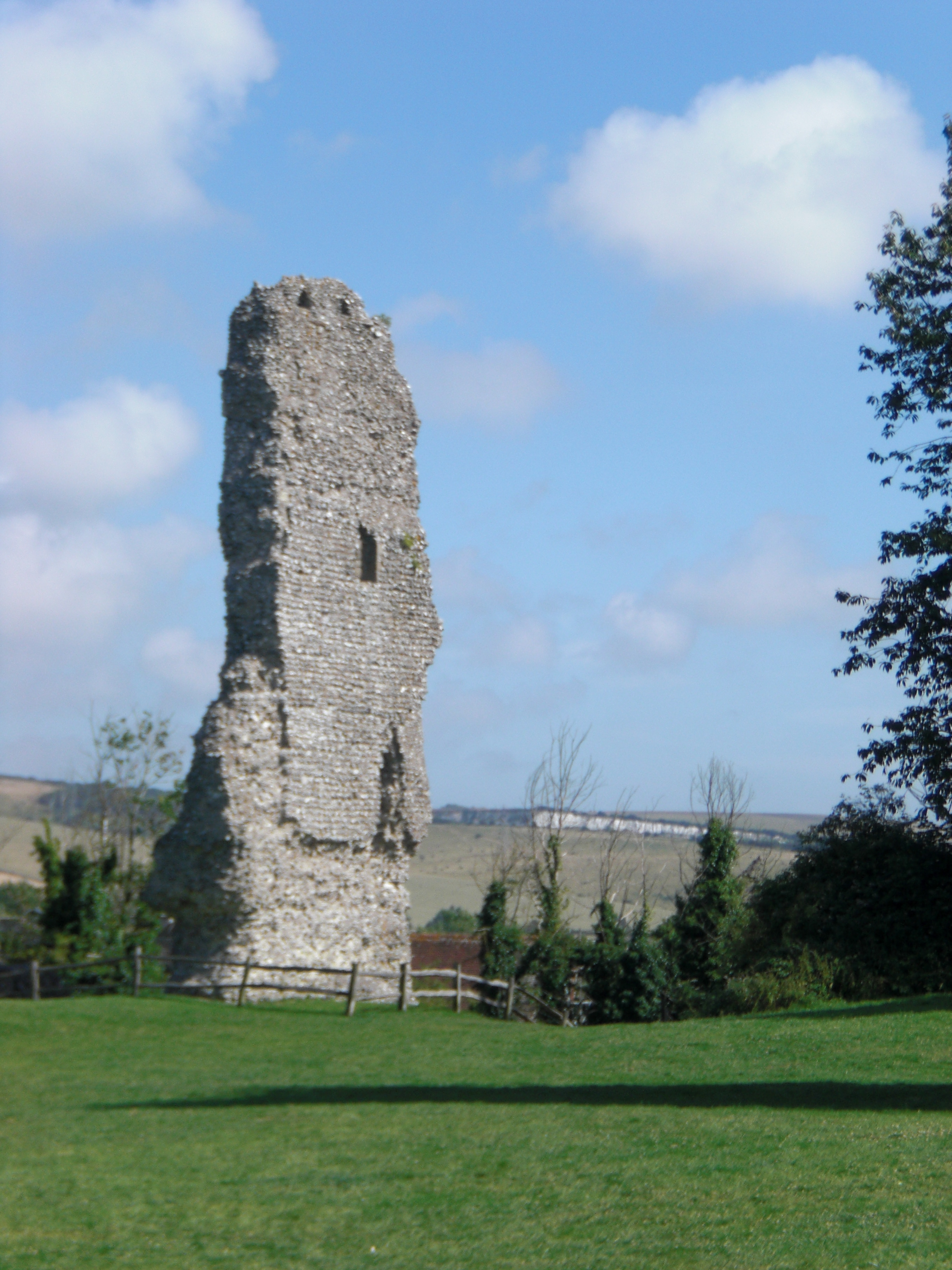
Überreste des Torhauses von Bramber Castle

Nach der normannischen Eroberung Englands im Jahre 1066 errichtete William de Braose um das Jahr 1070 auf einem natürlichen Hügel nahe dem Dörfchen Bramber die Erdhügelburg Bramber Castle sowie eine normannische Kirche, die noch bis heute erhalten ist und noch immer für Gottesdienste verwendet wird. Es wird davon ausgegangen, dass der Ort für den Burgbau nahe dem Fluss Adur sowie der nahen Küstenlinie aus strategischen Gründen gewählt wurde.
Nach der Fertigstellung blieb Bramber Castle mit einer kurzen Ausnahme bis 1324 im Besitz der Familie de Braose. Über die weitere Geschichte sind keine präzisen Aufzeichnungen vorhanden. Festgehalten wurde lediglich, dass die der Burg angegliederte Kirche im englischen Bürgerkrieg im Jahre 1642 schwer beschädigt wurde.

## Ruine

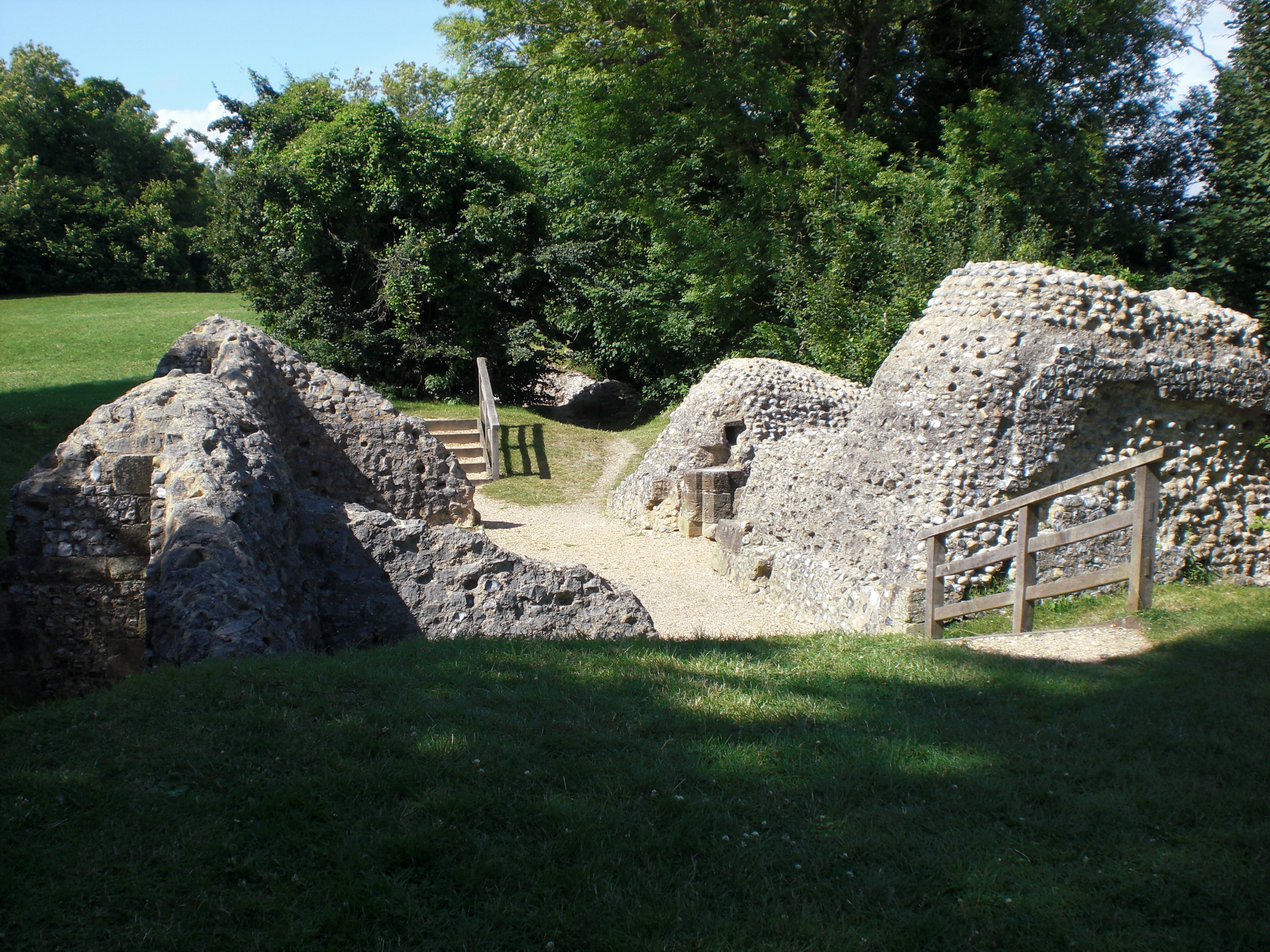
Überreste der Ringmauer

Heute stehen nur noch wenige Überreste der einstigen Burg. Der auffälligste Teil der Ruine ist der rund zehn Meter hohe Rest des ehemaligen Torhauses, der noch in voller Höhe erhalten ist und eine einzelne Fensteröffnung sowie die Aussparungen der ehemaligen Trägerbalken enthält.
Hinter dem Torhaus finden sich weitere Überreste der Burg. So geht man davon aus, dass man nahe dem ehemaligen Torhaus die Grundmauern der Wohnbereiche und des Wachhauses besichtigen kann. Da früher große Mengen an Steinen für andere bauliche Zwecke in der Umgebung abtransportiert wurden, sind diese Überreste aber nur sehr schwer zu identifizieren.
Nördlich des Torhauses, relativ zentral auf dem Hügel, liegt der ehemalige, etwa zehn Meter hohe Erdhügel (vgl. Motte) von Bramber Castle. Nur wenige Meter entfernt können Überbleibsel der Ringmauer betrachtet werden. Diese sind an einigen Stellen in einer Höhe von rund drei Metern erhalten geblieben.

## Heutige Nutzung
Trotz der großen Zerstörung der Burg ist das Gelände heute ein Anziehungspunkt für die lokale Bevölkerung. Die weitläufigen Grünflächen sowie der Bewuchs der Motte mit großen Bäumen führen dazu, dass viele Familien ihre Freizeit hier verbringen.